# Балагура Тетяна Іванівна
Тетяна Іванівна Балагура (нар. 12 січня 1960) — вчителька Наукового ліцею №3 Полтавської міської ради, Герой України.

## Короткий життєпис
Народилася 12 січня 1960 року.
У 1977 році закінчила гімназію № 30 міста Полтави.
У 1981 році — філологічний факультет Полтавського державного педагогічного університету імені В. Г. Короленко, отримала диплом із відзнакою.
У 1980—2001 роках працювала вчителькою української мови та літератури навчально-виховного комплексу № 32 міста Полтави.
З 2001 року працювала вчителькою української мови та літератури в Полтавському міському багатопрофільному ліцеї № 1 імені І. П. Котляревського.
У 2022 почала працювати в Науковому ліцеї № 3 Полтавської міської ради.

## Творчий стиль
Творчий пошук, глибока ерудиція та працездатність — риси стилю роботи вчительки, яка досконало володіє фактичним матеріалом і методикою викладання предмета. Отримавши, крім філологічної, ще й музичну та образотворчу освіту, Т. І. Балагура сприяє всебічному розвитку своїх вихованців, намагається створити умови для повноцінного розвитку кожної юної особистості. Кожен її урок — це завжди унікальна творча лабораторія, в якій народжуються й оживають художні образи. Тетяна Іванівна впроваджує на уроках інтерактивні методи[джерело?] навчання. Систематично працює з обдарованими учнями, її вихованці займають призові місця на обласних та всеукраїнських олімпіадах, мовно-літературних конкурсах. Шестеро вихованців — переможці Всеукраїнської олімпіади з української мови та літератури і четверо — переможці Малої академії наук. Любов до предмета Тетяна Іванівна передає своїм учням, 26 з яких продовжили її шлях та вступили на українське відділення філологічного факультету, 5 — на факультет журналістики, понад 60 обрали професію учителя.

## Нагороди
- Звання Герой України з врученням ордена Держави (19 серпня 2009) — за визначний особистий внесок у розвиток національної освіти, впровадження інноваційних методів навчання і виховання молодого покоління, плідну педагогічну діяльність[1]
- Нагороджена знаком «Відмінник освіти України» (1988)
- Переможець Всеукраїнського конкурсу «Вчитель року» (1996).
- Лауреат Всеукраїнського етапу конкурсу «Вчитель року» (1997).
- Лауреат обласної премії І. П. Котляревського за вагомий внесок у розвиток й утвердження української мови в суспільстві (2008).